# Гіляншах
Гіляншах (перс. گیلانشاه) — останній перський правитель з династії Зіяридів у 1087—1092 роках.
Син еміра Кекавуса і доньку султана Махмуда Газневі. Народився в Газні. Посів трон після смерті батька 1087 року. Його правління було визнано султаном Малік-шахом, васалом якого був Гіляншах. На цей час перетворився на одного з дрібних володарів Табаристану. 1092 року, скориставшись смертю Малік-шахом та деяким розгардіяжем в Сельджуцькій імперії, проти Гіляншаха виступив Хасан ібн Саббах, очільник Нізаритської держави. В результаті зіярідське володіння було захоплено, а гіляншах загинув.